# هيثر إريكسون
هيثر إريكسون (بالإنجليزية: Heather Erickson) (9 مايو 1993 في الولايات المتحدة - ) هي لاعبة كرة طائرة الولايات المتحدة. شاركت في الألعاب البارالمبية الصيفية 2012 ودورة الألعاب البارالمبية الصيفية 2008.

## وصلات خارجية
- هيثر إريكسون على موقع Paralympic.org (الإنجليزية)
- هيثر إريكسون على موقع IPC.InfostradaSports.com (مؤرشف) (الإنجليزية)
- هيثر إريكسون على موقع اللجنة الأولمبية والبارالمبية الأمريكية (الإنجليزية)